# Villa Zaborra Castello di San Pelagio
Villa Zaborra - Castello di San Pelagio è una villa veneta, collocata in località San Pelagio nel comune di Due Carrare, nella zona sud ovest della provincia di Padova, appena fuori del territorio dei Colli Euganei. La villa ospita il Museo dell’aria e dello spazio.

## Storia
Le prime fonti riguardanti la Villa risalgono al 1544.
Fu proprio in quell’anno che San Pelagio venne dichiarato da Giovanni Sant'Uliana, contrà Fornasa "campi 190 et in ditta pezza una mia casa co teza, horto, ara e brolli, e e altre sue habentie e pertinenze e campi 7 e un cortivo di lavoratori".  Questo documenta la presenza della famiglia a San Pelagio precedente al 1544.
La villa passò in possesso dei conti Zaborra nel 1680. All'interno di una sala del castello si può ammirare l’albero genealogico e la mappa del territorio risalente al 1626.
L’architetto Alberto Avesani, marito della contessa Zaborra, in seguito al terremoto del Friuli avvenuto nel 1976, elaborò un nuovo progetto che prevedeva la ristrutturazione completa della villa.
Nel 1980 una parte della villa viene adibita a museo di storia aeronautica e spaziale all'interno del quale vi si possono trovare anche antichi documenti risalenti alla famiglia Zaborra.
La villa è composta da due ali laterali. L’ala di sinistra viene chiamata barchessa e risale al 1793 ad opera di Paolo Zaborra. Nell’ala di destra invece dal 1680 fino al 1960 vi era l’abitazione dei Conti Zaborra e dai custodi; questa è la parte più antica risalente al 1650 circa. Dietro di essa si trova il giardino segreto, il brolo, la montagnola con la ghiacciaia, la peschiera e il parco con i labirinti.
Le due ali sono separate dal giardino di rappresentanza e al suo centro vi si trova la vasca delle ninfee.
Colonne in mattoni e statue ai lati dei due torrioni si trovano nel corpo centrale della villa.
Sulla facciata si possono leggere due targhe in marmo che ricordano il volo su Vienna compiuto da Gabriele D'Annunzio e dai piloti della 87ª Squadriglia «Serenissima» il 9 agosto 1918.

## La torre

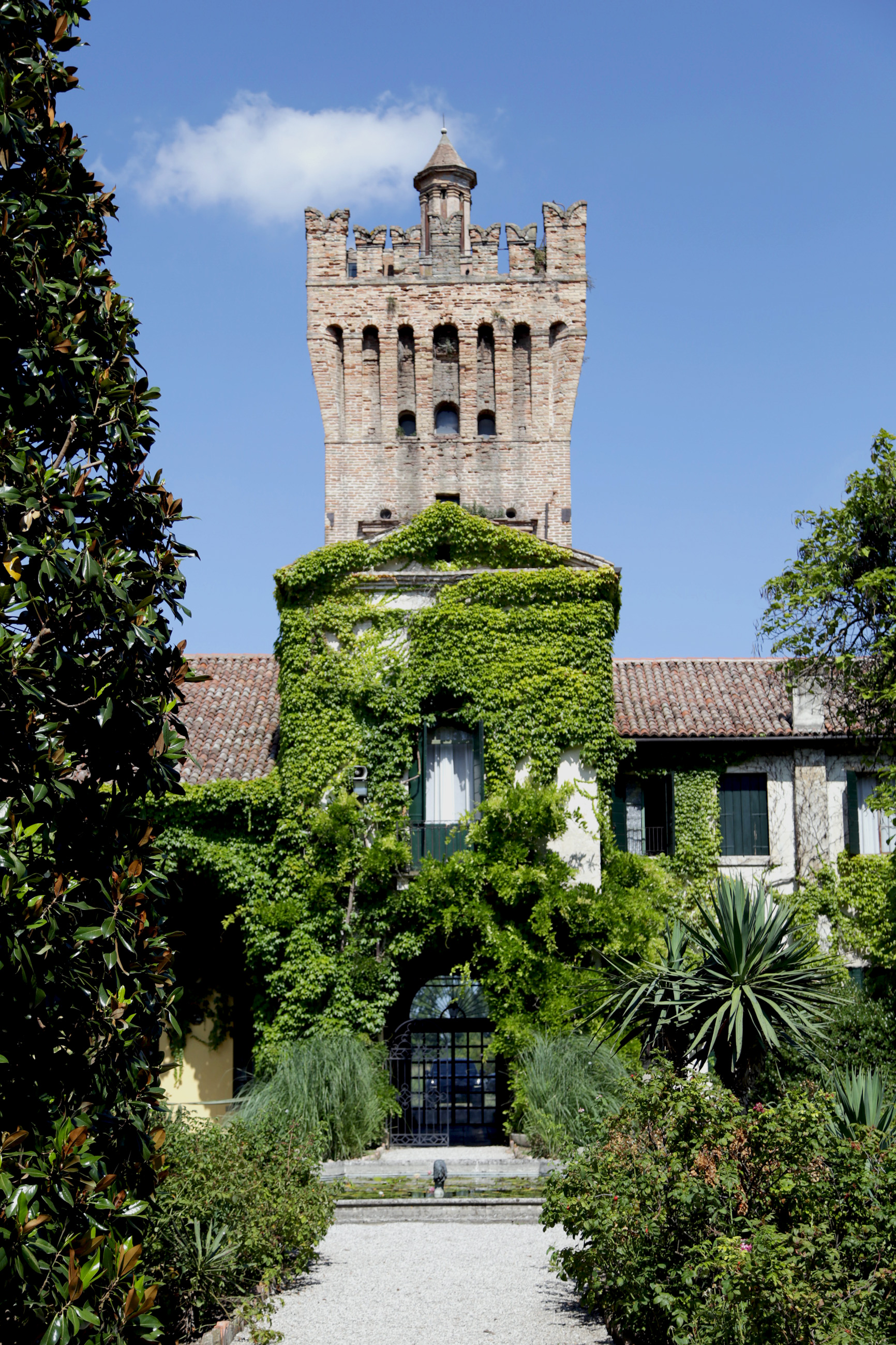
Torre di San Pelagio

La torre di Villa Zaborra Castello di San Pelagio è stata costruita nel 1300 ed era parte del sistema difensivo dei da Carrara. In origine contava più torri collegate tra loro da passaggi sotterranei lunghi fino a 2 Km che univano la residenza a Mezzavia, frazione di Due Carrare. Attualmente a causa di allagamenti e ostruzioni i passaggi sotterranei non sono percorribili. Nei secoli successivi, quando i compiti difensivi erano esauriti, il castello venne trasformato in villa e dal 1700 ha assunto l’aspetto odierno.
La torre si eleva di tre livelli rispetto alle ali laterali fino al piano di copertura aggettante impostato su archetti di sostegno con caditoie e concluso a merlatura ghibellina a coda di rondine.
Nell'androne sotto la torre è situata la lapide posta a ricordo del volo Roma-Tokyo, ideata da Gabriele D’Annunzio durante il suo soggiorno a San Pelagio.

## Architettura
L’odierna architettura è il risultato della risistemazione che ha avuto luogo dopo la metà del Settecento per iniziativa dei Conti Zaborra delle strutture cinquecentesche dei Sant'Uliana, costruite sulle rovine di un castello carrarese del XIV secolo.
Il prospetto principale di villa Zaborra si affaccia direttamente sulla strada, ed è lungo 90 metri, chiuso ai lati da corpi di fabbrica disposti ortogonalmente concludente con due torrioni. Dall'analisi delle strutture si sostiene che le fabbricazioni di sinistra rispetto alla torre siano più antiche a confronto della parte di destra. Il fronte verso la strada realizzato in mattoni di cotto, è costituito al centro dalla torre con il grande portale a tutto sesto affiancato da semicolonne con un mascherone in chiave di volta. Il portone presenta ai lati due nicchie, a sinistra una copia del David di Michelangelo, a destra Concordia con un fascio di spighe di grano. Le due ali che si allungano ai lati della torre si elevano di due piani. I due torrioni laterali sono molto simili, con un portale a pieno centro con ai lati due semicolonne che reggono la trabeazione su cui è impostato l’architrave con timpano triangolare in pietra, decorato da dentelli. Nel torrione di sinistra, sul tetto è inserito un piccolo campanile a vela dove è presente una sola delle due campane. Adiacente si trova l’oratorio della Villa, dedicato a San Michele Arcangelo, costruito dal Conte Paolo Zaborra, viene citato per la prima volta nella visita Pastorale del 1 780 del Vescovo Giustiniani. L’oratorio è un piccolo edificio con una facciata delimitata da due lesene con capitello di ordine ionico conclusa con una impanatura triangolare. Il portale d’ingresso è sormontato da un timpano curvo poggiante su un architrave modanato.
Al piano terra della villa si trovano delle alte finestre dominate da timpani triangolari e curvi, alternati tra loro, entrambi tracciati in pietra.
Nell'ala di sinistra le finestre sono rettangolari e presentano una cornice sia al piano terra sia al primo piano ed è arretrata rispetto all'ala di destra.
Nell'ala di destra, tuttora destinata ad abitazione, è costituita da finestra con la cornice nella parte di due piani e presenta una decorazione nel raccordo con il torrione d'angolo.
Al contrario dell’aspetto unitario della facciata esterna, l’interno della Villa rivolto al giardino presenta diverse epoche costruttive e i differenti utilizzi.
L'androne posto sotto la torre centrale, una delle parti più antiche di tutto il castello, che presenta una pavimentazione in lastre di trachite e un soffitto di arcate a pieno centro e volta a crociera. Il vano quadrangolare della torre che si affaccia direttamente sulla strada presenta ai quattro angoli statue che rappresentano la Musica, la Poesia, l'Architettura e la Pittura.